# Випромінювання обертових пилинок
Випромінювання обертових пилинок - механізм, запропонованим для пояснення аномального мікрохвильового випромінювання Чумацького Шляху, яке було вперше виявлено як побічний продукт спостережень реліктового випромінювання.
Таке аномальне випромінювання може виникати від електричного дипольного моменту нанометрових частинок пилу, які дуже швидко обертаються (з частотою 10–60 ГГц). Брюс Дрейн і Алекс Лазарян у 1998 році на роль таких частинок запропонували поліциклічні ароматичні вуглеводні. Вважається, що найменші частинки містять лише сотні атомів.

## Історія
Аномальне мікрохвильове випромінювання було вперше виявлено в 1996-1997 роках як несподівана статистична кореляція між мікрохвильовим і дальнім інфрачервоним випромінюванням. Цей сигнал повторяв розподіл теплого випромінювання галактичного пилу, що було несподіваним, оскільки інфрачервоний сигнал пилу, екстрапольований на мікрохвильові частоти, мав бути принаймні на порядок нижчим, ніж спостережуваний. Когут та ін. порівнювали спостереження COBE на сантиметрових довжинах хвиль із випромінюванням пилу, виміряним DIRBE на 140 мкм, а Лейтч та ін. порівнювали спостереження радіообсерваторії Оуенс Веллі на 14,5 і 32 ГГц з даними IRAS на 100 мкм. Тодішнє припущення полягало в тому, що кореляція була пов’язана з вільно-вільним випромінюванням або з гальмівним випромінюванням іонізованого газу, викликаним молодими гарячими зорями, які утворюються в цих пилових областях.

## Фізика
Дрібні частинки пилу, ймовірно, мають постійний електричний дипольний момент μ через власний дипольний момент молекул у частинці та нерівномірний розподіл заряду в ній. Взаємодія з навколишнім газом і випромінюванням змушує частинки обертатися. Позначаючи через ω вектор їх кутової швидкості і для простоти припускаючи, що зерна мають сферичну форму і тому не зазнають нутацій, формула Лармора дає потужність випромінювання такого обертового диполя:
{\displaystyle P(\omega )={\frac {2}{3}}{\frac {{\ddot {\boldsymbol {\mu }}}^{2}}{c^{3}}}={\frac {2}{3}}{\frac {\omega ^{4}\mu _{\bot }^{2}}{c^{3}}},}
де μ⊥ – компонента μ, перпендикулярна до ω. Ця потужність випромінюється на частоті обертання ν = ω/(2π). Щоб обчислити випромінювальну здатність всього ансамблю пилинок внаслідок цього процесу, необхідна функція розподілу ймовірностей f(ω) для швидкості обертання ω, а також щільність розподілу пилинок. Обидві функції залежать від розміру зерна, як і дипольний момент μ. Функція розподілу f(ω) залежить від температури, густини та ступеня йонізації навколишнього газу, а такоє від місцевого поля випромінювання. Удосконалені моделі (Hoang et al. 2010) враховують коливання несферичних частинок пилу, у цьому випадку кутова швидкість не є постійною для заданого кутового моменту, а потужність випромінюється на кількох частотах.